# Glorioso Godfrey
Glorioso Godfrey (Glorious Godfrey) è un personaggio dei fumetti creato da Jack Kirby nel 1971, pubblicato dalla DC Comics.

## Storia del personaggio
Godfrey è uno sgherro al servizio di Darkseid, signore di Apokolips. Venne mandato sulla Terra per convincere la popolazione a unirsi ai suoi Giustificatori e preparare così l'invasione da parte del suo pianeta. Venne però fermato dai Forever People e ritornò su Apokolips.
Durante la miniserie Legends nel 1986 ritornò sulla Terra sotto le fattezze di G. Gordon Godfrey nel tentativo di mettere la popolazione contro i suoi supereroi, ma fallì e ritornò nuovamente sul suo pianeta.

## Altri media
Una versione differente di Godfrey è apparso nelle serie animata Justice League, negli episodi dal titolo Eclipsed, doppiato in originale da Enrico Colantoni.
Compare in "Smallville", è un terrestre che lavora alla radio e diventa un seguace di Darkseid dopo che quest'ultimo prende possesso del suo corpo, lasciando l'Omega (maiuscola) sul suo cranio come segno di lealtà. Nella serie viene chiamato Gordon Godfrey.